# Diocesi di Carmeiano
La diocesi di Carmeiano (in latino Dioecesis Carmeianensis) è una sede soppressa e sede titolare della Chiesa cattolica.

## Storia
Incerte e scarse sono le notizie relative all'antica diocesi di Carmeiano. La stessa localizzazione del sito è stata a lungo dibattuta fra due località pugliesi: Carmiano in provincia di Lecce (che all'epoca era conosciuta come Praesidium carmianensis o Carminianum), nella penisola salentina, e San Lorenzo in Carmignano nei pressi di Foggia, nel Tavoliere delle Puglie. Gli studiosi contemporanei tendono a localizzare la diocesi di Carmeiano proprio nel Tavoliere, a superamento della precedente ipotesi di localizzazione nel Salento. In particolare, il rinvenimento di un complesso sacro paleocristiano nel sito di San Giusto, in prossimità della diga sul torrente Celone e a circa 10 km a ovest di San Lorenzo in Carmignano, ha suggerito l'ipotesi che questo importante insediamento rurale possa aver costituito il nucleo principale, amministrativo e anche religioso, del saltus Carminianensis, come veniva chiamato nel V secolo l'insieme delle proprietà boschive e pascolative imperiali nel nord della Puglia.
Unico dato certo è la presenza di un vescovo, Probo, citato in una lettera di papa Gelasio I databile tra il 493 ed il 494. Un Probus episcopus ecclesiae Carmeianensis è inoltre presente in due sinodi romani indetti da papa Simmaco nel 502.
La sede fu forse soppressa all'indomani della guerra greco-gotica (535-553) o più probabilmente in seguito all'avvento dei Longobardi (570 circa), essendo stato il Tavoliere uno dei paesaggi più colpiti dalla riformulazione dei quadri insediativi susseguenti alla dissoluzione degli assetti di epoca tardoantica. Nello stesso periodo venivano soppresse anche le vicine diocesi di Erdonia e di Eca.
Dal giugno del 2004 Carmeiano è annoverata fra le sedi vescovili titolari della Chiesa cattolica; dal 27 marzo 2024 il vescovo titolare è Eddy René Calvillo Díaz, vescovo ausiliare di Santiago di Guatemala.

## Cronotassi

### Vescovi
- Probo † (menzionato nel 493 e 502)

### Vescovi titolari
- Nikolaus Messmer, S.I. † (18 marzo 2006 - 18 luglio 2016 deceduto)
- Joel Portella Amado (7 dicembre 2016 - 31 gennaio 2024 nominato vescovo di Petrópolis)
- Eddy René Calvillo Díaz, dal 27 marzo 2024